# Casa Anne Frank
Casa Anne Frank (în neerlandeză Anne Frank Huis) este o casă memorială și un muzeu biografic dedicat diaristei evreice din timpul războiului Anne Frank. Imobilul este situat pe malul canalului Prinsengracht, aproape de Westerkerk, în centrul orașului Amsterdam din Olanda.
În timpul celui de-al Doilea Război Mondial, Anne Frank s-a ascuns de persecuția nazistă, împreună cu familia ei și cu alți patru oameni în camerele ascunse din spatele casei de pe canal din secolul al XVII-lea, cunoscute sub numele de Anexa Secretă (în neerlandeză Achterhuis). Anne Frank nu a supraviețuit războiului, dar în 1947 a fost publicat jurnalul ei din timpul războiului. În 1957 a fost înființată Fundația Anne Frank pentru a proteja clădirea de dezvoltatorii imobiliari care voiau să o demoleze.
Muzeul a fost deschis pe 3 mai 1960. Ascunzătoarea conține o expoziție permanentă cu privire la viața Annei Frank și la perioada în care a trăit aceasta și are un spațiu de expoziție deschis tuturor formelor de persecuție și de discriminare. În 2013 și 2014, muzeul a avut 1,2 milioane de vizitatori și a fost al 3-lea cel mai vizitat muzeu din Olanda, după Rijksmuseum și Muzeul Van Gogh.

## Istoria clădirii

### Casa de pe canal

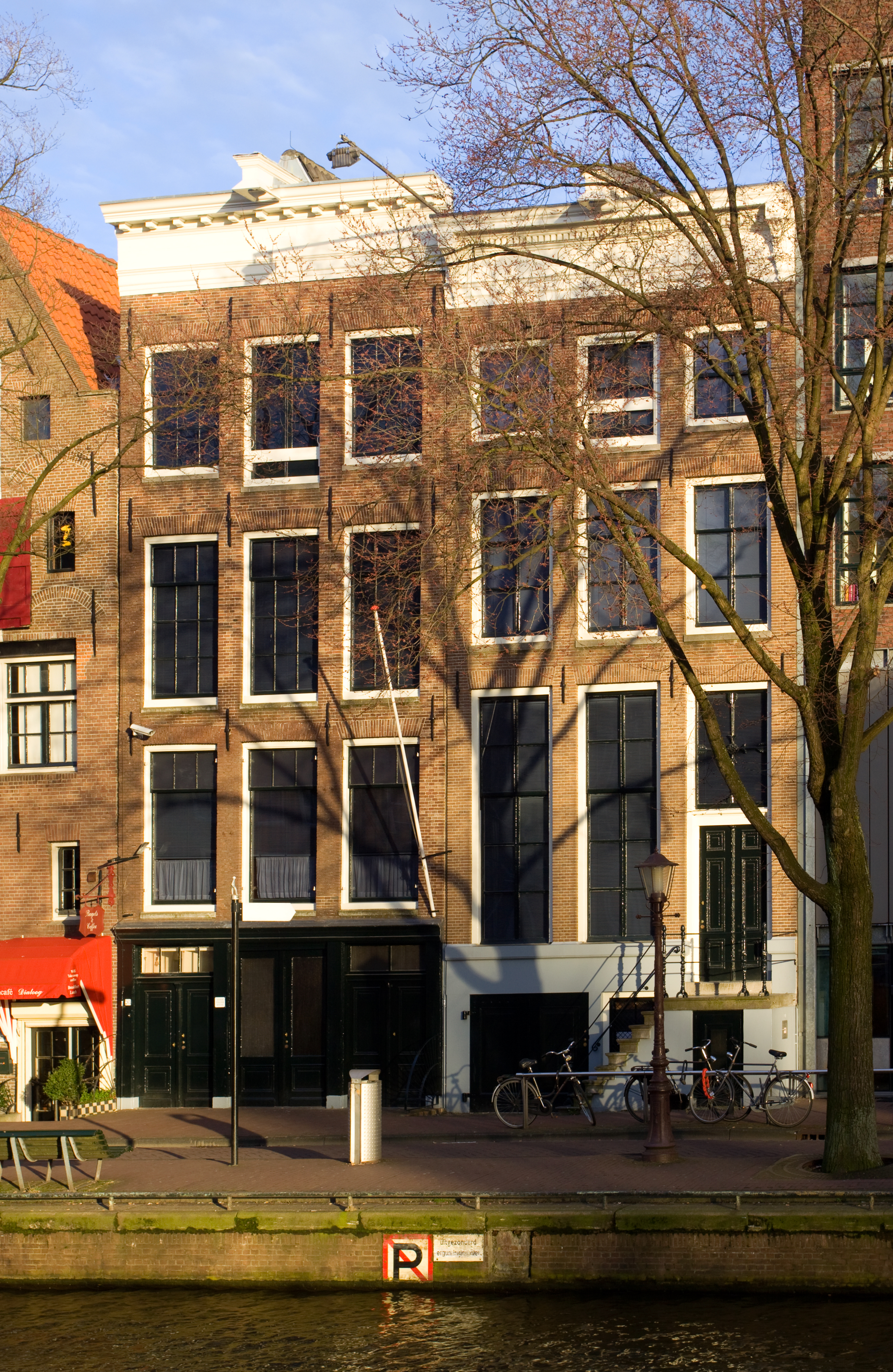
Fațada dinspre canal a fostei clădiri Opekta de pe canalul Prinsengracht în 2008. Anexa Secretă (Achterhuis) este în spate, într-o curte închisă.

Casa — și imobilul vecin de la numărul 265, care a fost achiziționat mai târziu de către muzeu - a fost construită de către Dirk van Delft în 1635. Fațada dinspre canal datează din perioada unei renovări efectuate în 1740, atunci când anexa din spate a fost demolată. Ea a fost inițial o locuință particulară, apoi un depozit, iar în secolul al XIX-lea depozitul din față cu uși încăpătoare a fost folosit ca grajd pentru cai. La începutul secolului al XX-lea, un producător de aparate de uz casnic a ocupat clădirea, apoi a locuit aici începând din 1930 un producător de role pentru pian mecanic, care a eliberat proprietatea în 1939.

### Al Doilea Război Mondial
Pe 1 decembrie 1940 Otto Frank (tatăl Annei Frank) s-a mutat birourile companiilor de condimente și gelifianți Opekta și Pectacon, dintr-o clădire de pe canalul Singel în clădirea din Prinsengracht 263. 
Parterul era format din trei secțiuni: partea din față era spațiul pentru intrarea și expedierea mărfurilor, secțiunea de mijloc din spatele ei în care se aflau mașinile ce produceau condimentele și partea din spate, care era parterul anexei, a fost depozitul în care mărfurile erau ambalate pentru distribuție. La primul etaj se aflau birourile angajaților lui Frank; Miep Gies, Bep Voskuijl (cunoscută în jurnalul Annei Frank ca Elli) și Johannes Kleiman în față, biroul lui Victor Kugler era în mijloc, iar biroul din spate al lui Otto Frank se afla deasupra depozitului și sub podeaua căruia se va ascunde mai târziu împreună cu familia lui, timp de doi ani, până la trădarea lor către autoritățile naziste.
Achterhuis (termenul neerlandez pentru „casa din spate”) sau Anexa Secretă — așa cum a fost numit în Jurnalul Annei Frank — este extensia din spate a clădirii. Ea era ascunsă vederii de case de pe toate cele patru laturi ale patrulaterului. Poziția sa retrasă a făcut-o un loc ideal de ascunzătoare pentru Otto Frank, soția lui, Edith, cele două fiice (dintre care Anne era cea mai tânără) și alți patru evrei care căutau refugiu din calea persecuțiilor naziste. Deși suprafața totală a spațiului de locuit de la parter era doar de aproximativ 46 m2, Anne Frank a scris în jurnalul ei că era relativ luxos în comparație cu alte ascunzători de care auzise. Ei au rămas ascunși aici timp de doi ani și o lună până când au fost trădați de o persoană anonimă către autoritățile naziste, fiind arestați și deportați în lagărele de concentrare. Din cei opt membri ai grupului ce a locuit în ascunzătoare, numai Otto Frank a supraviețuit lagărelor de concentrare.
După arestarea celor aflați în ascunzătoare, locul a fost golit prin ordinul polițiștilor și toate bunurile (haine, mobilier și obiecte personale) familiei Frank și ale prietenilor lor au fost confiscate și distribuite familiilor rămase fără adăpost în urma bombardării unor orașe din Germania. Înainte de golirea clădirii, Miep Gies și Bep Voskuijl, care ajutaseră la ascunderea familiilor, s-au întors în ascunzătoare împotriva ordinelor poliției olandeze și au salvat câteva obiecte personale. Printre obiectele pe care le-au luat au fost și caietele ce formau Jurnalul Annei Frank.

### Publicarea jurnalului
După ce Otto Frank s-a întors la Amsterdam, el a primit hârtiile și jurnalul Annei și le-a transcris selectiv într-o carte publicată în limba neerlandeză, în 1947, sub titlul Het Achterhuis, pe care Anne l-a ales ca titlu al memoriilor ei sau al romanului bazat pe experiențele ei din perioada în care a stat ascunsă. Achterhuis este un termen arhitectonic olandez care se referă la partea din spate a unei case (folosit prin comparație cu Voorhuis, care înseamnă partea din față a unei case), dar, cu toate acestea, atunci când s-a început traducerea în limba engleză s-a remarcat că mulți cititori de limbă engleză s-ar putea să nu fie familiarizați cu termenul și s-a decis că un termen mai evocator (Anexa Secretă) ar transmite mai bine poziția ascunsă a camerelor din clădire. Contribuția lui Otto Frank la jurnal a fost recunoscută, iar el este considerat azi drept coautor.

## Istoria muzeului

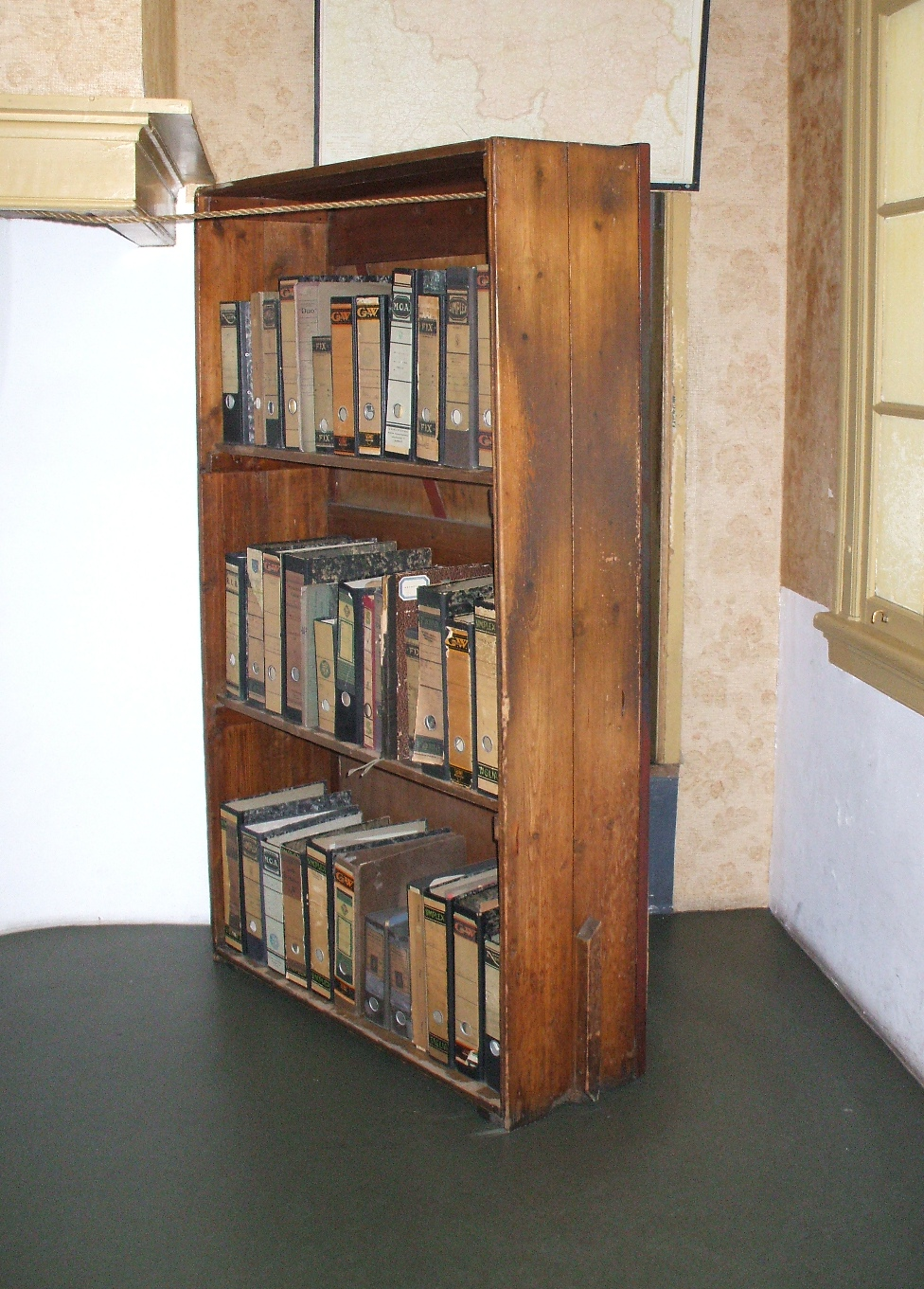
Biblioteca mobilă (reconstruită) care acoperea intrarea în Anexă

La scurt timp după ce cartea a fost publicată, vizitatorii au început să-i caute pe angajați care au ascuns familiile și au putut vedea camerele secrete. Dar prin 1955 compania s-a mutat într-un sediu nou și întregul bloc din care făcea parte clădirea a fost vândut unui agent imobiliar care a obținut o decizie de demolare cu intenția de a construi o fabrică în acel loc. O campanie pentru a salva clădirea și a o lista ca monument protejat a fost inițiată de către ziarul olandez Het Vrije Volk pe 23 noiembrie 1955. Clădirea a fost salvată de manifestanții care au organizat un protest în fața clădirii în ziua stabilită pentru demolare.
Fundația Anne Frank a fost înființată de către Otto Frank și Johannes Kleiman la 3 mai 1957, cu scopul principal de a strânge suficiente fonduri pentru achiziționarea și restaurarea clădirii. În luna octombrie a acelui an, compania care deținea clădirea a donat-o Fundației ca un gest de bunăvoință. Fondurile colectate au fost apoi folosite pentru achiziționarea casei vecine, de la nr. 265, cu puțin timp înainte ca restul clădirilor să fie demolate așa cum era planificat. Clădirea a fost deschisă ca muzeu în anul 1960.
Fosta ascunzătoare a Annei Frank a atras un mare interes, mai ales ca urmare a traducerilor și dramatizărilor Jurnalului care au făcut din ea o figură cunoscută în întreaga lume. Peste 9.000 de vizitatori au venit în primul an. După un deceniu ei erau de două ori mai mulți. De-a lungul anilor clădirea a trebuit să fie renovată pentru a gestiona un număr atât de mare de vizitatori și a fost închisă temporar în 1970 și în 1999. 
Pe 9 septembrie 2001 regina Beatrix a Țărilor de Jos a redeschis muzeul, care încorporează acum întreaga clădire, conținând spații expoziționale, o librărie și o cafenea, iar birourile din casa din față au fost reconstruite așa cum arătau în anii 1940. În 2007 peste un milion de persoane au vizitat muzeul.
În muzeu este expus Premiul Oscar câștigat de Shelley Winters, donat ulterior muzeului, pentru interpretarea Petronellei van Daan în filmul Jurnalul Annei Frank (1959). Premiul se află acum într-o cutie din sticlă antiglonț din muzeu.
În 1998 a fost deschis Anne Frank Zentrum la Berlin, după finalizarea unui acord de cooperare cu Casa Anne Frank.

## Administrația

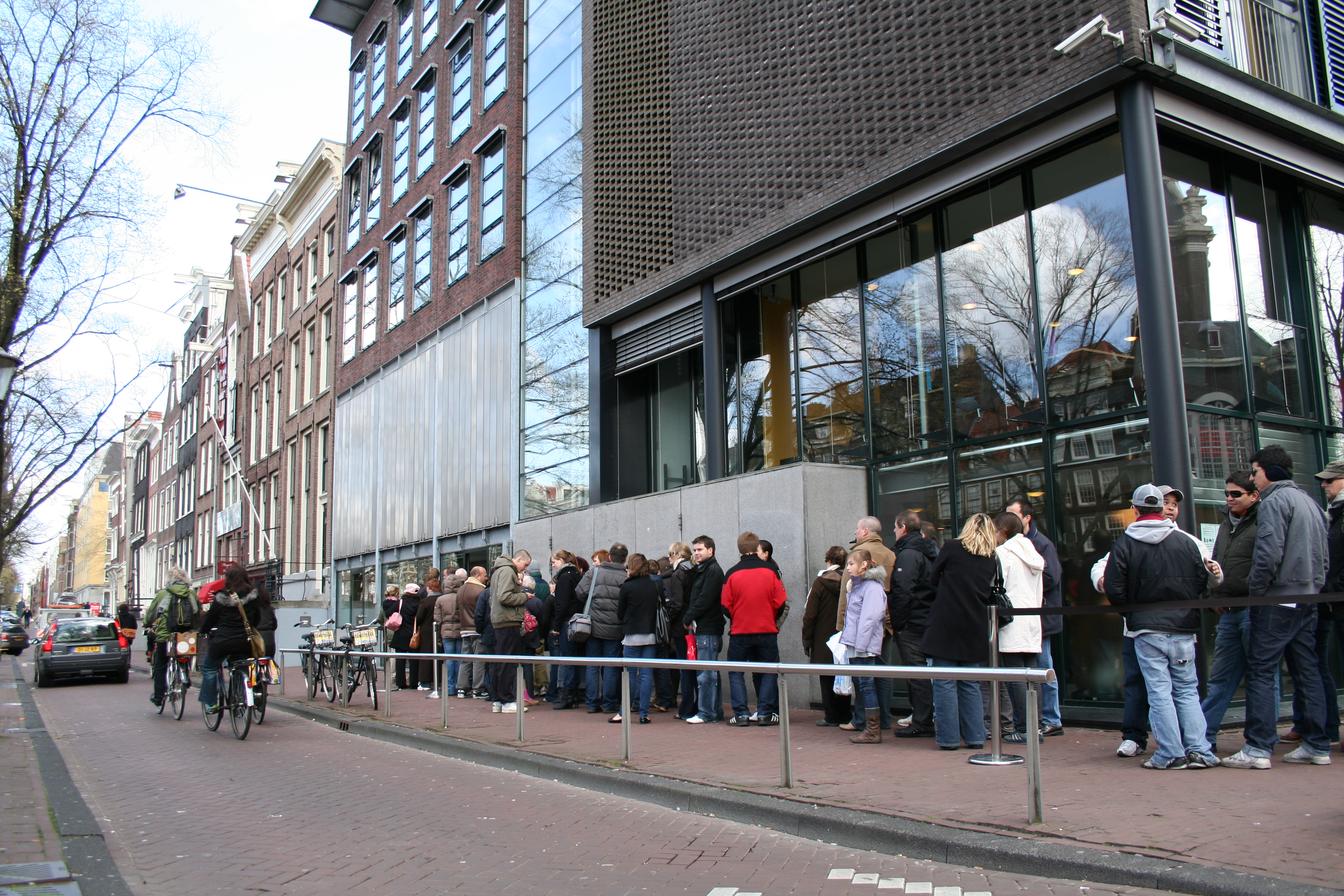
Vizitatorii așteptând la coadă să intre în clădire

Ronald Leopold a fost director executiv al muzeului din 2011 și Garance Reus-Deelder a fost director administrativ din 2012.
Muzeul a avut 1.152.888 de vizitatori în 2012, 1.195.456 de vizitatori în 2013 și 1.227.462 vizitatori în 2014. El a fost al 3-lea cel mai vizitat muzeu din Olanda în 2013 și 2014, după Rijksmuseum și Muzeul Van Gogh.
Muzeul este membru al Museumvereniging (Asociația Muzeelor).